# Andrew White (rugby à XV)
Pour les articles homonymes, voir Whyte et Andrew White.

a Compétitions nationales et continentales officielles uniquement.

b Matchs officiels uniquement.
Andrew White dit Son White, né le 21 mars 1894 à Invercargill et mort le 3 août 1968 à Christchurch, est un joueur de rugby à XV qui a joué avec l'équipe de Nouvelle-Zélande. Il évoluait au poste de troisième ligne aile.

## Biographie
Il joue avec les provinces de Southland puis de Canterbury. Il dispute son premier test match avec l'équipe de Nouvelle-Zélande le 13 juin 1921 contre l'équipe d'Afrique du Sud. Son dernier test match est contre la France le 18 janvier 1925.

## Statistiques en équipe nationale
- Nombre de test matchs avec les All-Blacks :  4
- 3 points (1 essai)
- Nombre total de matchs avec les All-Blacks :  38